# NGC 5698
NGC 5698 је спирална галаксија у сазвежђу Волар која се налази на NGC листи објеката дубоког неба.
Деклинација објекта је + 38° 27' 16" а ректасцензија 14h 37m 14,6s. Привидна величина (магнитуда) објекта NGC 5698 износи 13,1 а фотографска магнитуда 13,9. NGC 5698 је још познат и под ознакама UGC 9419, MCG 7-30-38, CGCG 220-37, IRAS 14352+3840, PGC 52251.